# День шведской культуры
День шведской культуры (фин. ruotsalaisuuden päivä, швед. svenska dagen) — общегосударственный праздник в Финляндии. Его отмечают 6 ноября, как день культуры шведоязычных финнов и их права использовать родной шведский язык на территории Финляндии. Праздник совпадает с отмечаемым в это же время в Швеции Днём Густава Адольфа.

## История
Праздник был установлен в Великом княжестве Финляндском в 1908 году в связи с решением Шведской народной партии отмечать день шведской культуры. В настоящее время мероприятия дня координируются Шведской Ассамблеей Финляндии.
В двуязычных муниципалитетах Финляндии на протяжении всей недели проводятся разнообразные мероприятия, а в качестве праздничного атрибута 6 ноября предписано вывешивать национальный Флаг Финляндии.
Шведский является одним из официальных языков Финляндии. Шведоязычные граждане составляют около 6 % населения страны.